# Sam Mussabini

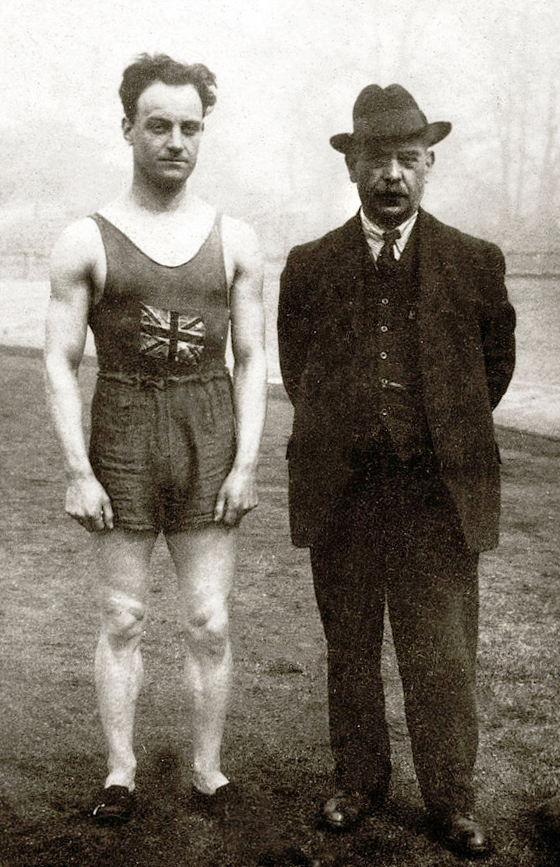
Willie Applegarth und Sam Mussabini, 1912

Scipio Africanus „Sam“ Mussabini, geboren als Scipio Arnaud Godolphin Mussabini, (* 6. August 1867 in Blackheath; † 12. März 1927) war ein britischer Trainer und Journalist. Von ihm betreute Sportler errangen bei Olympischen Spielen insgesamt elf Medaillen, darunter fünf Goldmedaillen.

## Biographie
Sam Mussabini wurde als viertes von sechs Kindern geboren. Sein Vater Neocles Gaspar Mussabini war syrisch-italienischer Herkunft; sein Urgroßvater stammte aus Damaskus und war nach Triest gezogen, um dort Handel zu treiben. Seine Mutter war Französin aus der Gegend von Grenoble. Seine Schulausbildung erhielt er in Frankreich, wurde wie schon sein Vater Journalist und schrieb Artikel für Sportzeitungen; seine Spezialität war Billard. Er selbst war als Billard- und Cricketspieler aktiv. Seinen ursprünglichen Namen Scipio Arnaud Godolphin Mussabini änderte er in Scipio Africanus Mussabini, aus dessen Initialen sich schließlich der Rufname Sam ableitete.
1894 wurde Mussabini Betreuer des Dunlop-Radsportteams, das auf der neu errichteten Radrennbahn Herne Hill trainierte. Dort bereitete er auch den Radsportler Bert Harris auf die nationalen Meisterschaften vor, der 1894 erster britischer Meister der Profis über die Meile wurde. Anfang der 1900er Jahre begann er mit dem Training von Leichtathleten; sein erster Schützling war der südafrikanische Sprinter Reggie Walker, der bei den Olympischen Spielen 1908 in London die Goldmedaille über 100 Meter errang. 1913 wurde er Trainer der Polytechnic Harriers, die im Innenraum der Radrennbahn trainierten. Von der Amateur Athletic Association wurde er allerdings mit Skepsis behandelt, da er ein professioneller Trainer war. Er betreute die Sportler Albert Hill, Willie Applegarth, Harry Edward und Harold Abrahams. Applegarth gewann bei den Olympischen Spielen 1912 in Stockholm Gold mit der 4-mal-100-Meter-Staffel, Hill 1920 bei den Spielen in Antwerpen Gold über 800 sowie 1500 Meter und Edward Bronze über 100 Meter. Vier Jahre später gewann Abrahams bei den Spielen in Paris Gold über 100 Meter und Silber in der 4-mal-100-Meter-Staffel. Von 1923 bis 1924 war Mussabini Mitglied der British Olympic Commission und setzte sich für ein qualitativ gutes Training von weiblichen Athleten ein, darunter Vera Palmer, die drei Weltrekorde über Kurzstrecken aufstellte. Noch 1928, ein Jahr nach seinem Tod, errangen zuvor von ihm betreute Läufer Medaillen bei den Olympischen Spielen in Amsterdam.
Als Trainer setzte Mussabini auf moderne Methoden. So führte er einen neuen Laufstil ein, indem er die Sportler ermunterte, die Arme beim Laufen zu schwingen, was als Poly swing bekannt wurde. Er benutzte eine Kamera, um die Lauftechnik der Athleten zu analysieren und bestand darauf, dass sie Stoppuhren trugen, um eine gleichmäßige Geschwindigkeit einzuhalten. Er plante nicht nur das Training, sondern unter anderem auch die Ernährung seiner Athleten und legte großen Wert darauf, ihr Selbstbewusstsein zu stärken. Er selbst bezeichnete sich nie als Trainer, sondern als Betreuer, der „Mann, der mit einer Tasche und einem kleinen Schwamm daherkommt“. 1913 war er Co-Autor des Buches The Complete Athletic Trainer, in dem er die bisherigen Fehler des olympischen Trainings in Großbritannien darlegte.
Sam Mussabini litt an Diabetes und starb 1927 im Alter von 59 Jahren.

## Rezeption und Ehrungen
1998 führte die National Coaches’ Federation die Mussabini Medal ein, mit der jährlich der beste britische Trainer geehrt wird. 1999 wurde er in die National Coaching Foundation Hall of Fame aufgenommen und 2011 in die England Athletics Hall of Fame.
Ein filmisches Denkmal erhielt Mussabini in dem Film Die Stunde des Siegers über das Leben von Harold Abrahams, in dem er von dem Schauspieler Ian Holm dargestellt wurde. Der Film wurde 1982 mit einem Oscar als „Bester Film“ ausgezeichnet.
2012 wurde eine Blue Plaque an dem Haus 84 Burbage Road in London angebracht, in dem Mussabini von 1911 bis 1916 wohnte und das sich in der Nähe der Radrennbahn Herne Hill befindet. Enthüllt wurde die Plakette von dem Olympiateilnehmer Terence Higgins sowie dem Schauspieler Ben Cross, der in der Stunde des Siegers Harold Abrahams gespielt hatte. Chris Ballieu, Vorsitzender des britischen Trainerverbandes, bezeichnete Mussabini als „Vater des modernen Trainings“, und Sebastian Coe, Sportfunktionär und Olympiasieger, würdigte dessen Leistungen für den britischen Sport. Die Historikerin Susan Skedd betonte, dass Mussabini mit seinen Methoden „Generationen voraus“ gewesen sei.
Im September 2012 erschien der Essay ‘Play it Again Sam’. Mussabini and Wisdom: A Biographical Conundrum, in dem angezweifelt wird, ob Mussabini alle genannten Läufer tatsächlich betreut habe. Es habe etwa Verwechslungen mit einem anderen Trainer, Sam Wisdom, gegeben. Zum Teil seien durch den Film Die Stunde des Siegers Mythen entstanden, die bisher nicht zweifelsfrei durch historische Fakten belegt seien. Mark Ryan vertritt in seinem Buch Running with Fire: The True Story of Chariots of Fire Hero Harold Abrahams allerdings die Ansicht, dass mit Sam Wisdom Mussabini gemeint ist.

## Publikationen
- Mit W. H. Robbins als Herausgeber: Billiards. 1897
- Billiards expounded to all degrees of amateur players by J. P. Mannock. London 1904, Band 1
- Billiards expounded to all degrees of amateur players. London 1908
- Mit Charles Ranson: The Complete Athletic Trainer. London 1913, Digitalisat
- A Billiard Player in the Making. London 1920
- Track & Field Athletics. A book on how to train etc. London 1924
- Running, Walking and Jumping. London 1926